# The Elder Scrolls Online: Summerset
The Elder Scrolls Online: Summerset — дополнение для компьютерной игры The Elder Scrolls Online, разработанное ZeniMax Online Studios и выпущенное Bethesda Softworks в 2018 году для платформ Windows, macOS, PlayStation 4 и Xbox One. Дополнение добавляет в игру новую локацию — остров Саммерсет, новую сюжетную кампанию, ветку навыков Ордена Псиджиков, а также ветку навыков ювелирного дела и возможность улучшать или разбирать ювелирные изделия.

## Изменения в игровом процессе
The Elder Scrolls Online: Summerset добавило в игру территорию Саммерсета — самого большого острова Саммерсетского архипелага, на котором располагается государство Альтмеров, высоких эльфов. Это было первое за 24 года непосредственное появление данной локации в играх серии — до этого Саммерсет был показан лишь в первой игре серии, The Elder Scrolls: Arena, которая вышла в 1994 году, в последующих играх остров лишь упоминался. В дополнение к Саммерсету в игре также стал доступен для исследования Артейум — третий по величине, «скрытый» остров архипелага, на котором располагается Орден Псиджиков.
В ходе прохождения основной сюжетной кампании дополнения игрок вступает Орден Псиджиков и получает доступ к их гильдейской ветке навыков, которая предоставляет доступ к новым активным и пассивным навыкам.
Ещё одним нововведением стало добавление ветки навыков ювелирного дела, которая, как и другие ремесла, позволяет перерабатывать руду и другие материалы, создавать собственные ювелирные изделия, улучшать их, исследовать новые особенности, а также разбирать уже имеющиеся кольца и ожерелья.

## Сюжет
Королева альтмеров Айренн издаёт приказ, согласно которому прежде закрытый для посторонних остров Саммерсет начинает принимать переселенцев со всего Тамриэля. Воспользовавшись этим и прибыв на остров, герой узнаёт, что не все местные довольны сложившимся порядком: так, в портовом городе Шиммерине чужеземцев отправляют на фильтрацию в монастырь, чтобы выявить и отправить назад тех, кто не знаком или не совместим с местными обычаями. По просьбе Глаза королевы, каджита Разум-дара, протагонист проникает в монастырь, где обнаруживает, что арестованных убивают в рамках ритуала, дабы наполнить энергией странную жемчужину. Свидетелем этого также становится Валсиренн из ордена Псиджиков, которая забирает жемчужину для изучения и приглашает героя посетить псиджикский остров Артейум.
Проведя расследование, протагонист и Разум-дар узнают, что за ритуалом стоит культ Двор Хаоса, служащий союзу трёх князей даэдра — Клавикуса Вайла, Ноктюрнал и Мефалы. Культ объединился с морскими слоадами, древними могущественными обитателями Саммерсета, и использует жемчужины для того, чтобы призывать агрессивных монстров, с конечной целью завоевать Кристаллическую башню. Используя силу башни, культ планирует перестроить миропорядок, вернув власть альтмерам.
Тем временем остров Артейум, чьё местоположение стало известно культу благодаря жемчужине, подвергается нападению слоада К’Торы, к изумлению псиджикского мастера обрядов Яхезиса, уверенного, что лично победил К’Тору много лет назад. Отбросив нападающих благодаря вмешательству рыцаря Меридии, протагонист проникает в разум К’Торы, где узнаёт, что воспоминания Яхезиса были подделаны: на самом деле победителем из схватки вышел К’Тора, который взял Яхезиса под контроль и использовал его, чтобы выкрасть Сердце призрачного закона из Кристалльной башни. Воспоминания об этом были стёрты из разума мастера обрядов.
Яхезис начинает работать над восстановлением своей памяти и вычислением местоположения сердца. Поиски приводят протагонистов в царство Ноктюрнал, Вечнотень, где они, наконец, узнают, что Яхезис спрятал сердце внутри себя. Ноктюрнал убивает Яхезиса и забирает сердце, после чего предаёт своих союзников, намереваясь самостоятельно захватить башню и использовать её силу в личных целях. Отчаявшись, протагонист заключает сделку с Клавикусом Вайлом и Мефалой, которые помогают ему и его соратникам пробраться в Кристалльную башню. Рыцарь Меридии жертвует собой, чтобы очистить башню от скверны Ноктюрнал, после чего герой сражается с ней и побеждает. Орден сапиархов принимает помощь от альдмерского доминиона и гильдии магов в дальнейшей охране Кристалльной башни, а Валсиренн становится исполняющей обязанности мастера обрядов ордена Псиджиков.
Глава Summerset завершает сюжетную арку «Даэдрическая война», начавшуюся в главе Morrowind и продолженную в дополнении Clockwork City.

## Разработка и выпуск
Дополнение было анонсировано 21 марта 2018 года. В качестве бонуса предзаказа предоставлялась бесплатная копия прошлого большого дополнения, Morrowind. Официальный выход Summerset для платформ Windows, macOS, PlayStation 4 и Xbox One состоялся 5 июня 2018 года, при этом пользователи Windows и macOS, которые предзаказали дополнение получили ранний доступ на две недели раньше — 21 мая.

## Восприятие
| Сводный рейтинг    | Сводный рейтинг                        |
| Агрегатор          | Оценка                                 |
| ------------------ | -------------------------------------- |
| Metacritic         | (PC) 83/100 (PS4) 76/100 (XONE) 81/100 |
| Иноязычные издания |                                        |
| Издание            | Оценка                                 |
| Hardcore Gamer     | [ 10 ]                                 |
| IGN                | 8/10                                   |

Дополнение получило в целом положительные отзывы от критиков. Средний балл на агрегаторе оценок Metacritic составил 83 балла из 100 возможных для ПК-версии, а версии для PlayStation 4 и Xbox One получили 76 и 81 балл соответственно.
В 2019 году дополнение The Elder Scrolls Online: Summerset стало первой игрой, победившей на церемонии награждения GLAAD Media Awards, на которую оно было номинировано за квестовую линию, в которой игрок помогает трасгендерной женщине воссоединиться со своей сестрой-близняшкой.